# Арникур
Арнику́р (фр. Arnicourt) — коммуна во Франции, находится в регионе Шампань — Арденны. Департамент — Арденны. Входит в состав кантона Ретель. Округ коммуны — Ретель.
Код INSEE коммуны — 08021.
Коммуна расположена приблизительно в 165 км к северо-востоку от Парижа, в 70 км севернее Шалон-ан-Шампани, в 36 км к юго-западу от Шарлевиль-Мезьера.

## Население
Население коммуны на 2008 год составляло 164 человека.
| 1962 | 1968 | 1975 | 1982 | 1990 | 1999 | 2008 |
| ---- | ---- | ---- | ---- | ---- | ---- | ---- |
| 103  | 111  | 101  | 107  | 130  | 139  | 164  |

## Экономика
В 2007 году среди 104 человек в трудоспособном возрасте (15—64 лет) 83 были экономически активными, 21 — неактивными (показатель активности — 79,8 %, в 1999 году было 74,5 %). Из 83 активных работали 78 человек (40 мужчин и 38 женщин), безработных было 5 (1 мужчина и 4 женщины). Среди 21 неактивных 9 человек были учениками или студентами, 3 — пенсионерами, 9 были неактивными по другим причинам.

## Достопримечательности
- Церковь Сен-Медар
- Замок Арникур[фр.] (XVIII век). Исторический памятник с 2001 года[3]

## Фотогалерея

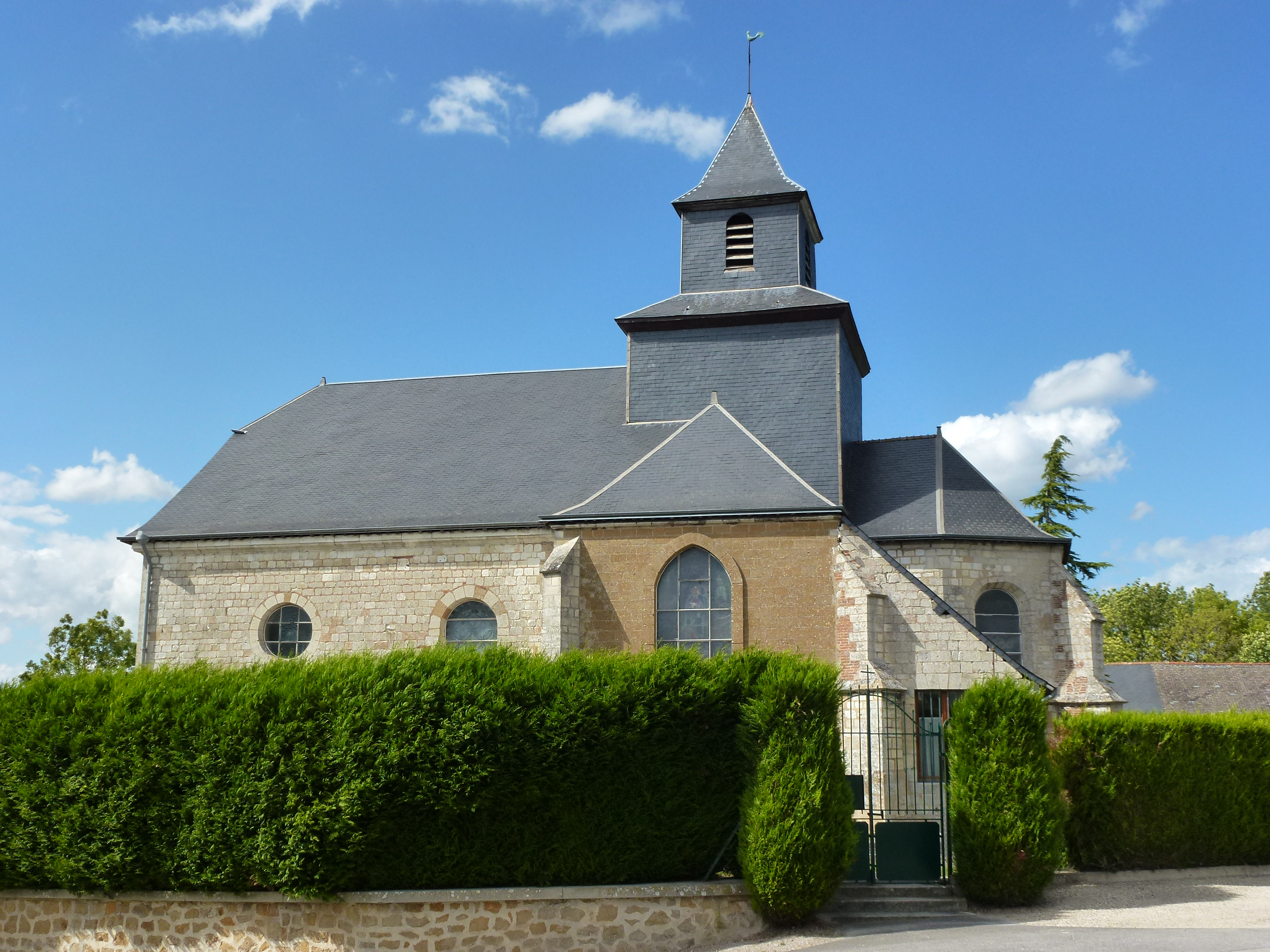
Церковь Сен-Медар
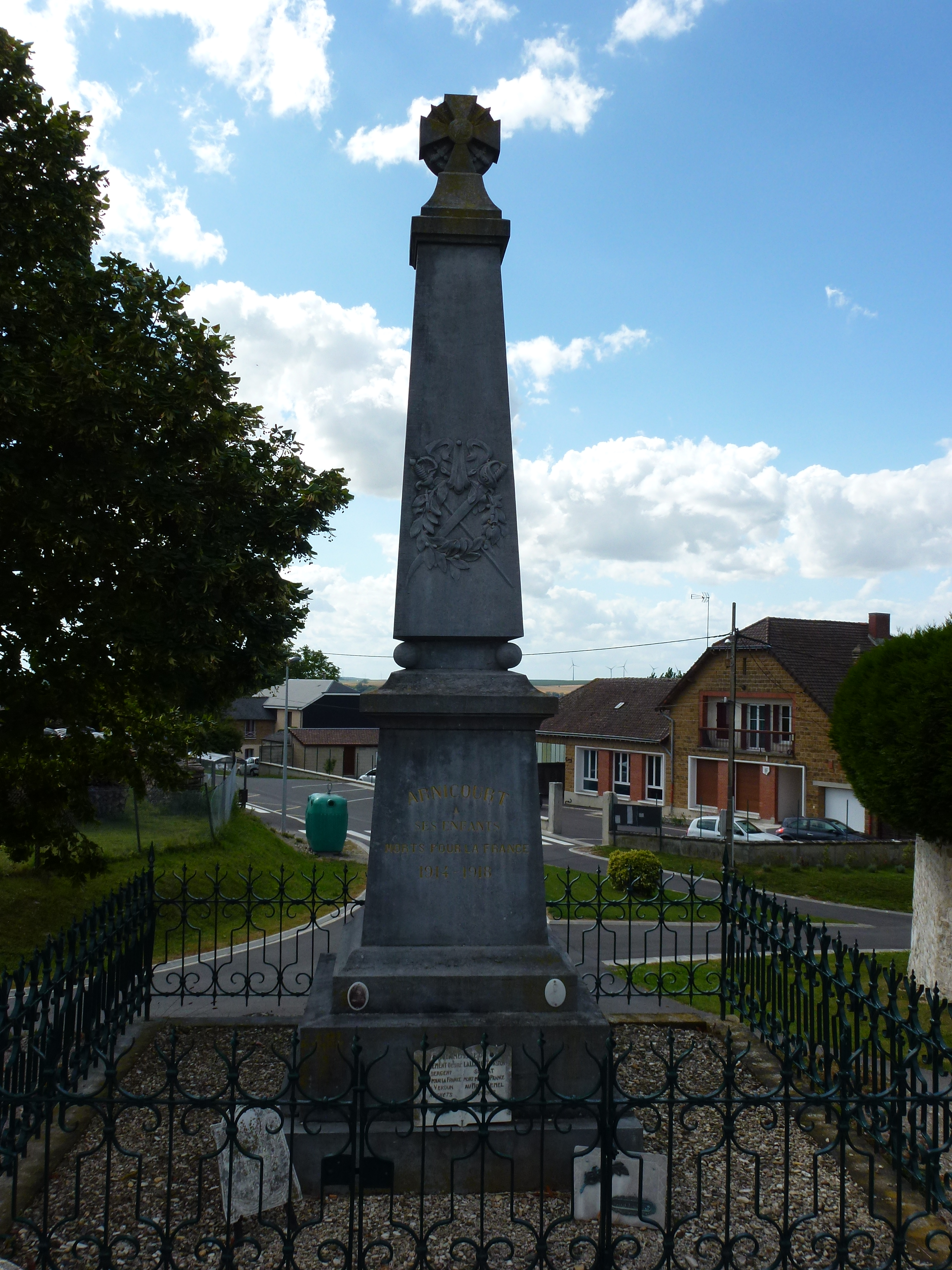
Памятник погибшим в Первой мировой войне
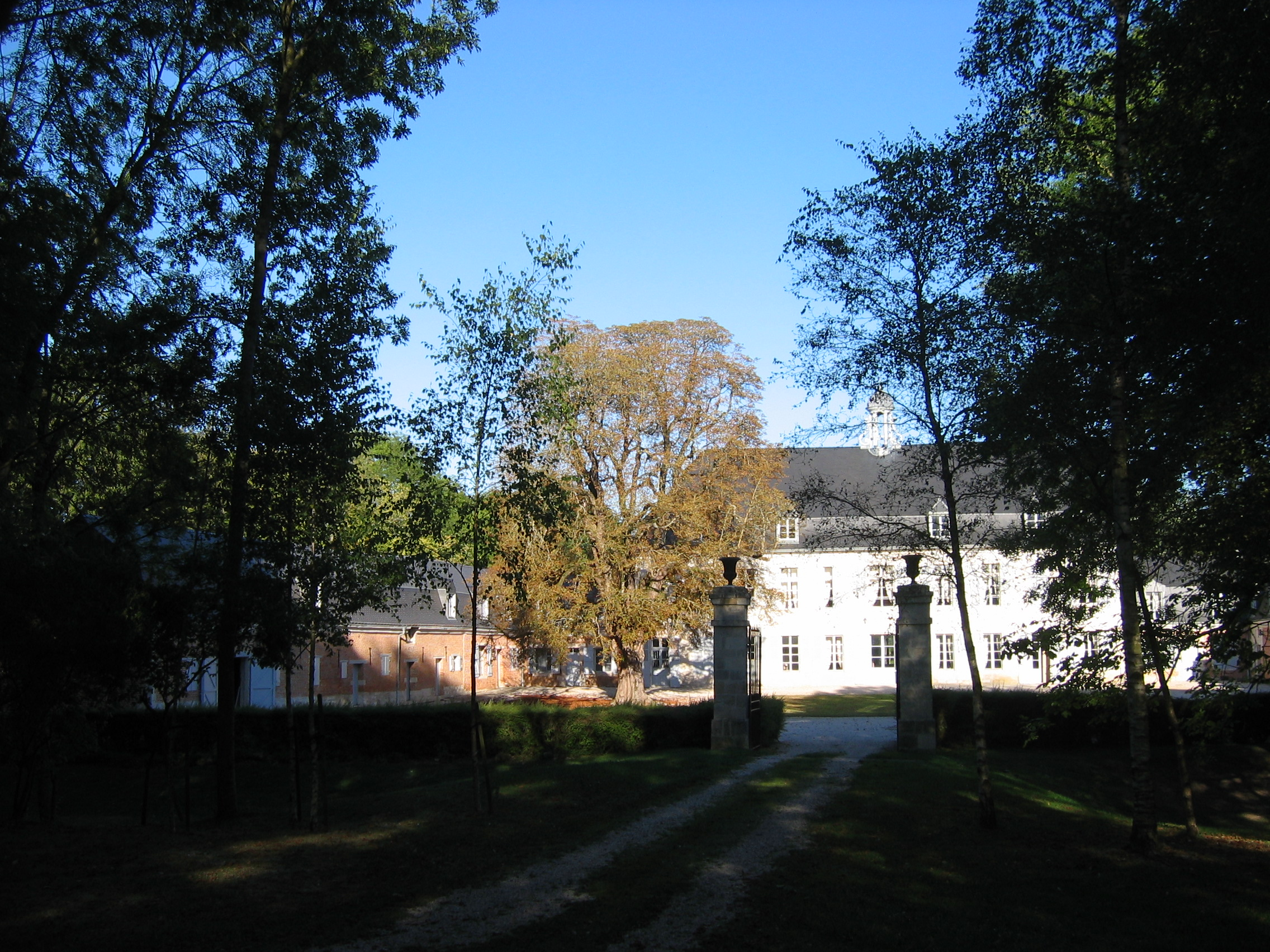
Замок Арникур
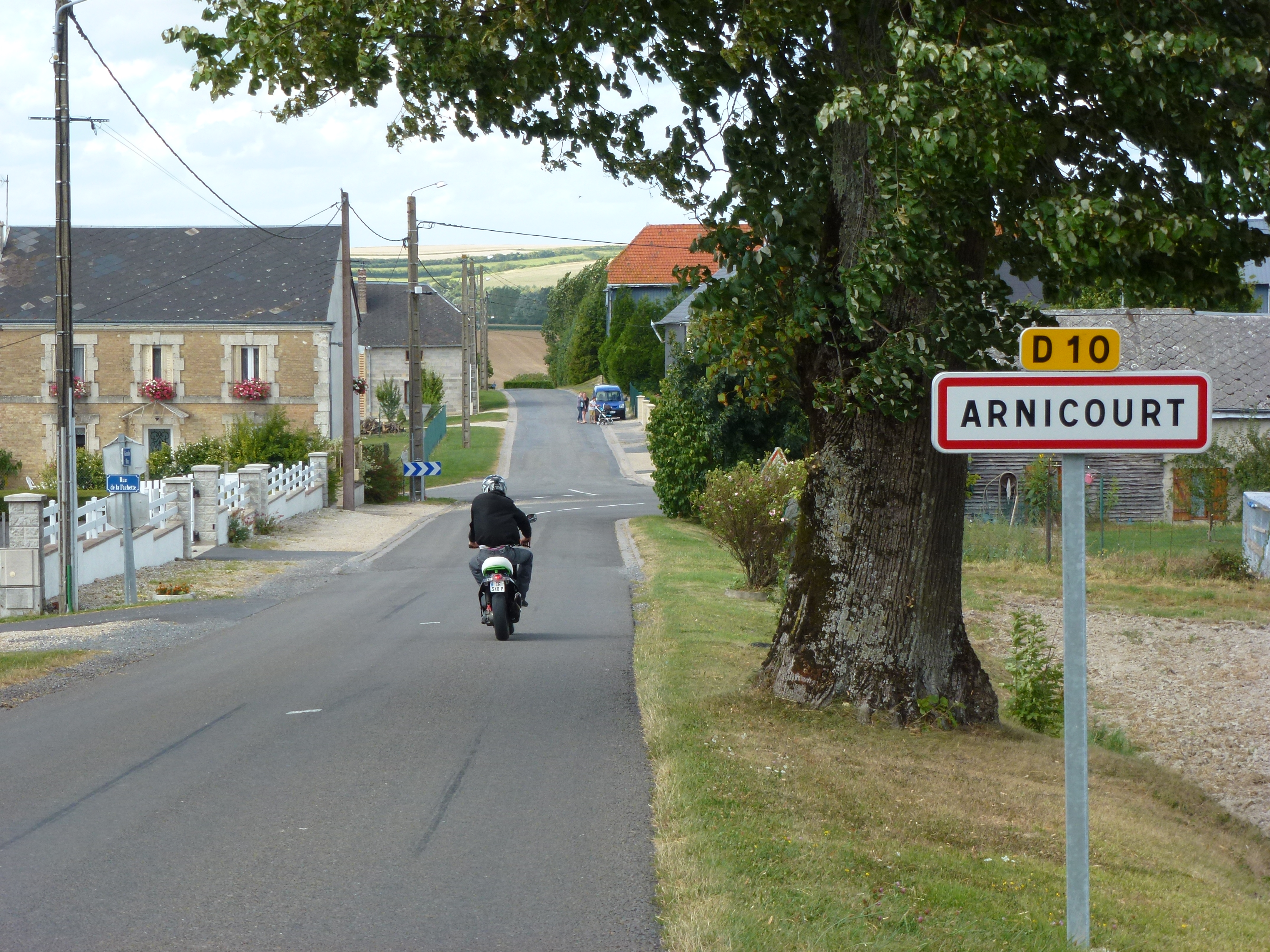
Въезд в Арникур